# إليذا

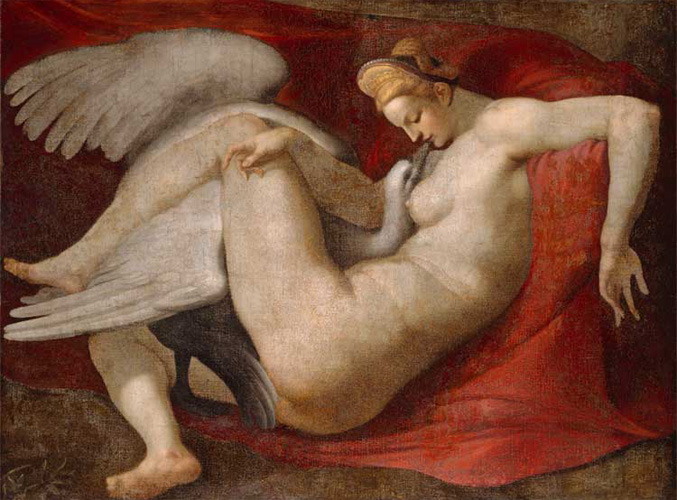
إليذا و البجعة, نسخة من القرن السادس عشر بعد أن ضاعت اللوحة الأصلية لمايكل أنجلو

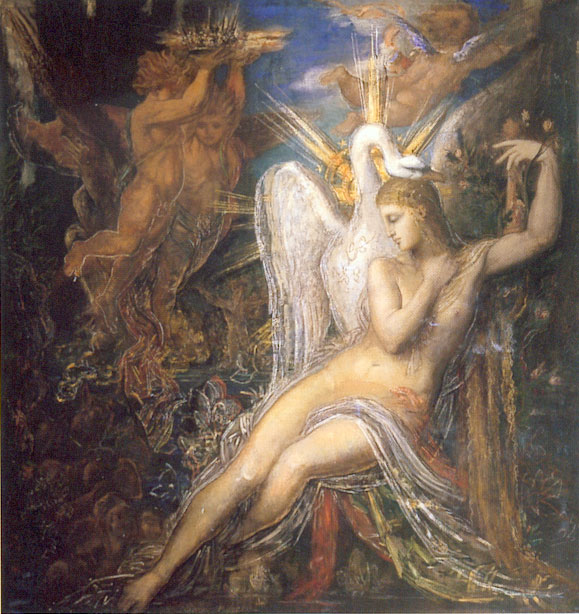
إليذا بواسطة غوستاف مورو

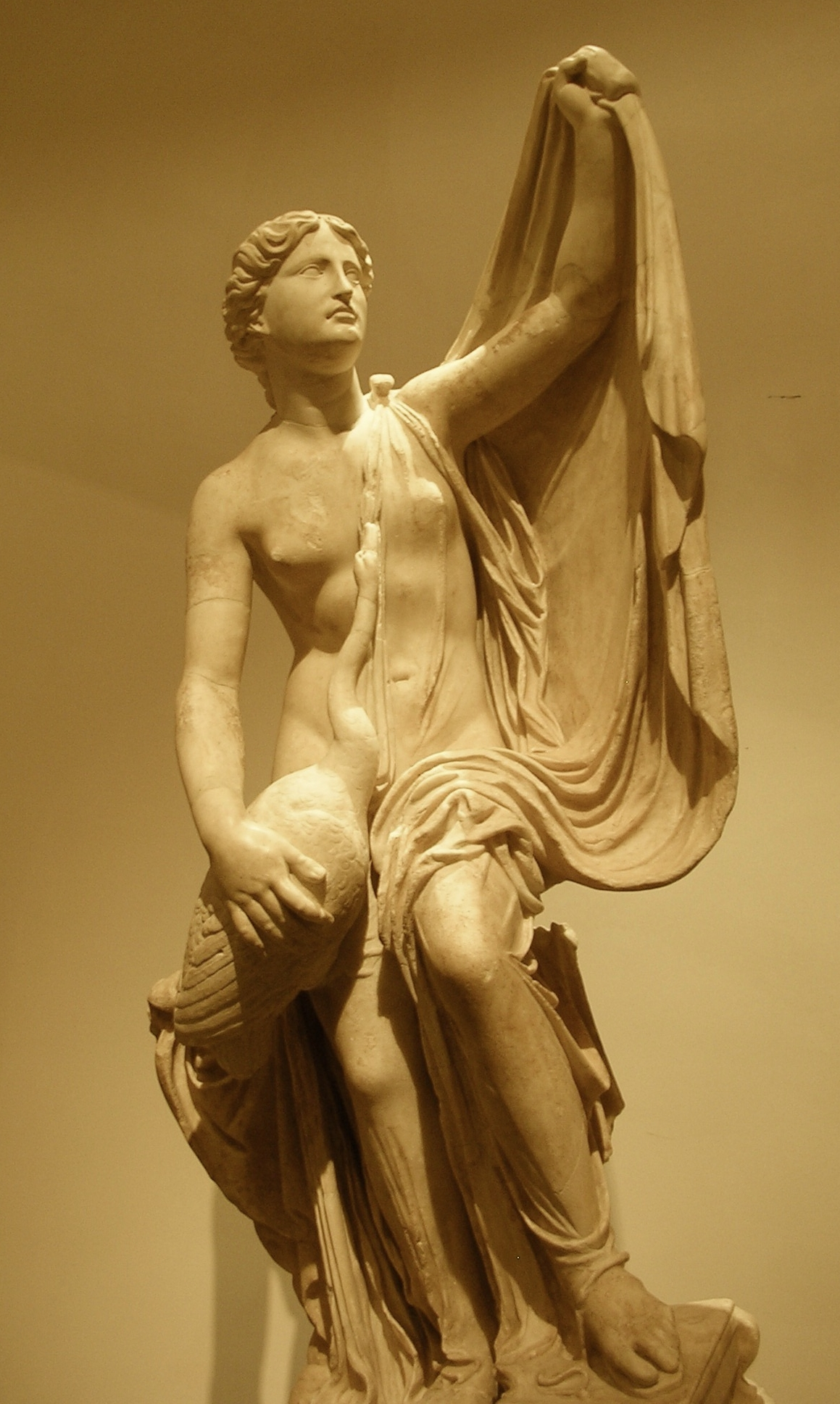
إليذا و البجعة, نسخة رومانية مسترجعة ، ربما بعد الأصلية بواسطة النحات تيموثيوس (متحف ديل برادو

في الأساطير الإغريقية إليذا هي فتاة أعجب بها زيوس، كانت ابنة حاكم أيتوليا ثيستياس، وزوجة تيندارياس حاكم أسبرطة.
زادت شعبية أسطورتها بين العامة في عصر النهضة وما بعدها بواسطة لوحة إليذا والبجعة.
إليذا هي أم هيلين طروادة، وأم كلايتيمنيسترا وكاستور وبولوكس، أعجب زيوس بإليذا وأغواها عبر تجسده في هيئة بجعة حسب ما ورد في الأساطير اليونانية القديمة، حيث وقع زيوس بين ذراعيها كبجعة محاولاً حماية نفسه من نسر محلق، تمت تسمية أحد أقمار كوكب المشتري و هو القمر ليدا نسبة إلى اسمها.